# Віндон
Віндон (швед. Vindån) — річка у південній частині Швеції, протікає в межах ленів Естерйотланд і Кальмар. Довжина річки становить 15 км,  площа басейну становить 303,5 км².  На річці побудовано 1 ГЕС малої потужності. 

## ГЕС
На річці Віндон зведено 1 малу ГЕС з загальною встановленою потужністю 0,055 МВт й із загальним середнім річним виробництвом близько 0,2 млн кВт·год. ГЕС побудовано 2009 року. 